# Wilhelmus à Brakel

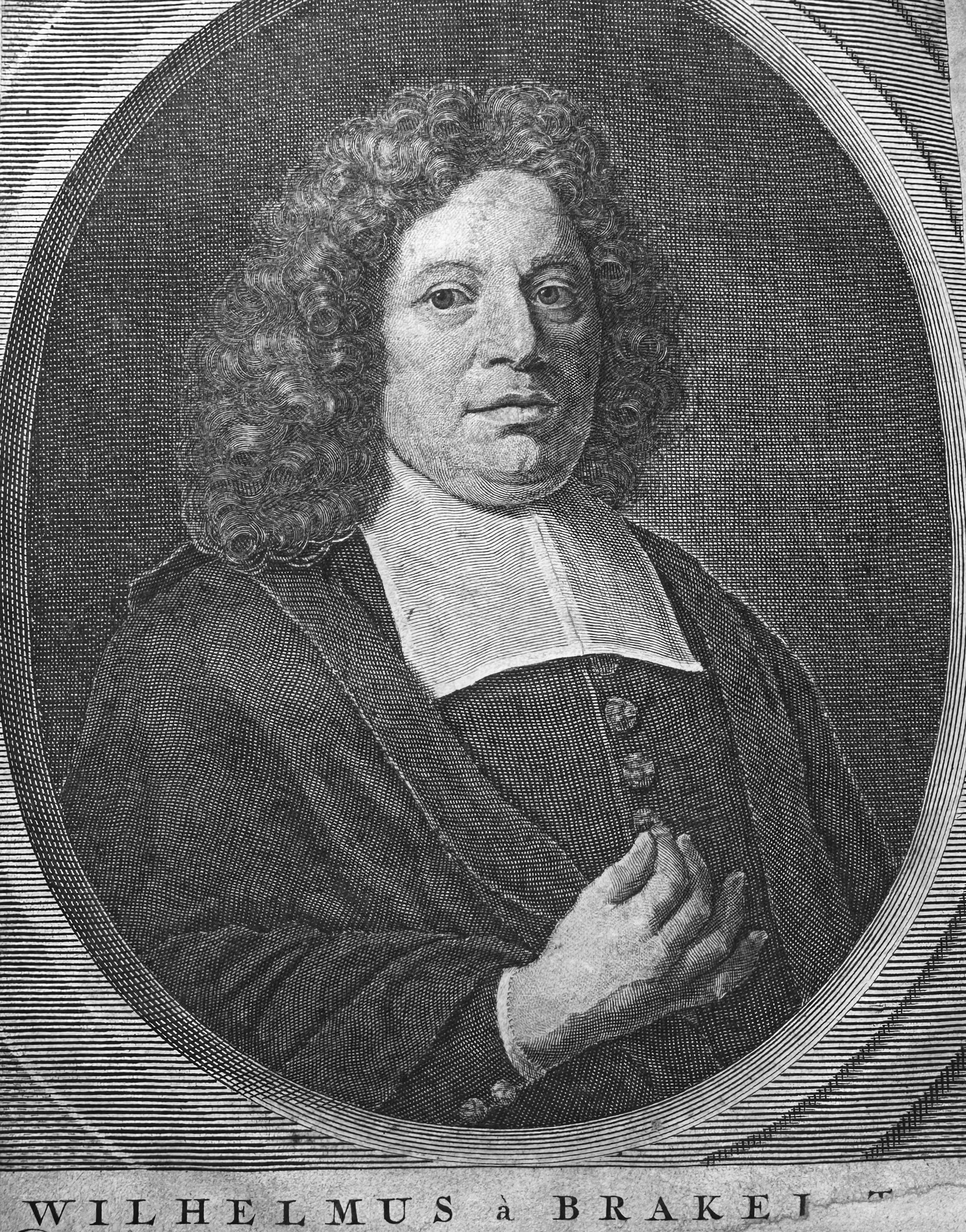
Wilhelmus à Brakel

Wilhelmus à Brakel (Leeuwarden, 2 januari 1635 - Rotterdam, 30 oktober 1711) was een Nederlands predikant die stond in de traditie van de Nadere Reformatie.
Wilhelmus à Brakel was een zoon van de Friese predikant Theodorus à Brakel. Hij studeerde theologie aan de Universiteit van Franeker en Utrecht. Hij was predikant te Exmorra (1662), Stavoren (1665), Harlingen (1670), Leeuwarden (1675) en ten slotte vanaf november 1683 te Rotterdam.
Brakel had zijn dochter en enig kind ‘Sulammith’ genoemd. De betekenis van deze naam is: ‘kind des vredes’. De thematiek dat de kerk en al haar leden ertoe geroepen zijn om ‘kind des vredes’ te zijn, met andere woorden: om kerkelijke eenheid en vrede te zoeken, lag hem na aan het hart.
Brakel is vooral is bekend geworden door zijn boek Redelijke Godsdienst, een dogmatiek, bedoeld voor de gewone kerkleden. De Redelijke Godsdienst onderscheidt zich van veel andere overzichten van de geloofsleer door de vele toepassingen naar het persoonlijke leven. Naast meer dogmatische onderwerpen behandelt Brakel ook onderwerpen zoals dankbaarheid, het zingen van Psalmen en christelijke nederigheid.
Door de laagdrempeligheid heeft dit boek veel invloed gehad op de rechterflank van het protestantisme, met name bij de bevindelijk gereformeerden. Het boek wordt ook vandaag nog gelezen door onder andere leden van de Gereformeerde Bond (PKN), Hersteld Hervormde Kerk, de Gereformeerde Gemeenten en de Oud Gereformeerde Gemeenten in Nederland. In 2016/2017 verscheen de zevende druk van Redelijke Godsdienst. Het boek is in het Engels vertaald met als titel The Christian's Reasonable Service (vier delen).
Daarnaast is Wilhelmus à Brakel bekend geworden door de verdediging van het standpunt op de overheid dat Gisbertus Voetius innam. Brakel  verdedigde daarin dat de overheid wel recht heeft omtrent de kerk (ius circa sacra), maar niet in de kerk (ius in sacra). Twee keer liep het uit op een confrontatie met de lokale overheid. Zo liet hij de door de Zeeuwse overheid verbannen predikant Jacobus Koelman (1632-1695) op zijn kansel voorgaan omdat niet de overheid het recht van censuur toekwam, maar de kerk.

## Werken

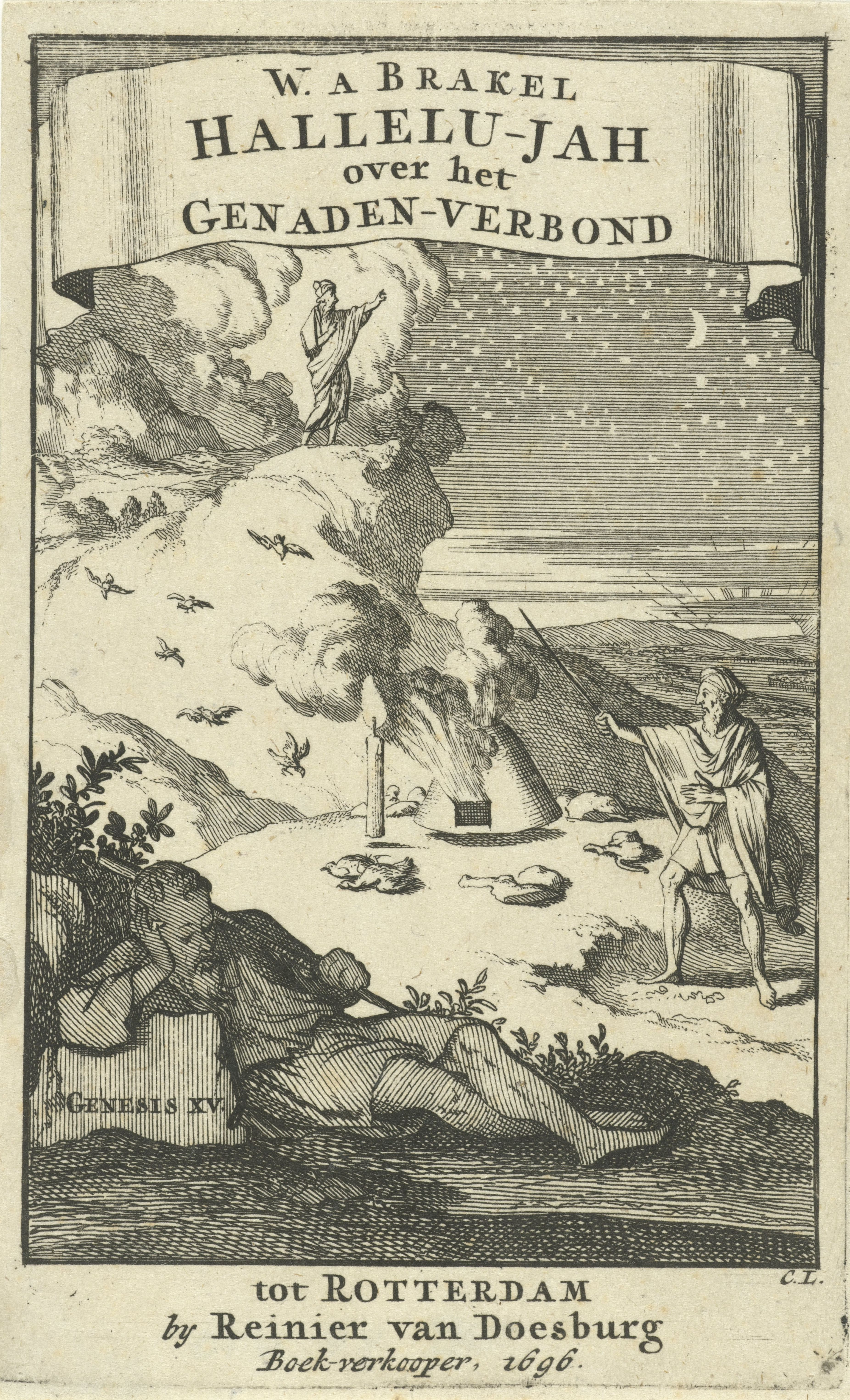
Hallelu-jah over het Genadenverbond

Primaire literatuur (werk van à Brakel zelf)
- Waarachtich verhaal van de rekenschap, gegeven van d. Wilhelmus à Brakel, wegens zijn E. verdediging van’t recht der Kerke, Utrecht 1682.
- Toekomst voor Israël.
- Keer weder, o Sulammith. Een niet eerder uitgegeven preek over Hooglied 6:13. Hertaald door ds. J.A. de Kok uit Utrecht.
- Halleluja of lof des Heeren over het Genadeverbond. Herschreven door ds. C.J. Meeuse.

Secundaire literatuur (werken over à Brakel)
- D. Baarssen: Ds. Wilhelmus à Brakel en de verhouding kerk en overheid in In het Spoor (2020), 43-49.
- W. Fieret: Wilhelmus à Brakel, Een gedreven dienaar in Gods kerk. Den Hertog, Houten (2016).
- Wilhelmus à Brakel, oprecht predikant in Rotterdam, zijn leven en werk. Gezien in het licht met zijn tijdgenoten. Stichting de Gihonbron, Middelburg (2022) https://theologienet.nl/bestanden/brakel-wilh-a-zijn-leven-en-leerstellingen.pdf
- Abr. Hellenbroek: Het Godzalig leven en sterven van W. à Brakel. Algemene Rouwklachten in de straten van Rotterdam. Overgenomen uit  Hollandse geloofshelden.
- Prof. Dr. J. van Genderen: Wilhelmus à Brakel (1635-1711) en zijn hoofdwerk De Redelijke Godsdienst.
- Wilhelmus à Brakel en het Piëtisme.
- L. Vogelaar: Anna Maria van Schurman.
- W. Meijer: De visie op het duizendjarig rijk en de toekomst van het joodse volk bij Wilhelmus à Brakel (doctoraalscriptie).

- Biografisch Portaal: 14251860
- Digitale Bibliotheek voor de Nederlandse Letteren: brak006
- Gemeinsame Normdatei: 118932926
- International Standard Name Identifier: 0000 0000 6676 2068
- Library of Congress Control Number: n82166729
- Nationale Bibliotheek van Israël: 987007303493105171
- Nederlandse Thesaurus van Auteursnamen: 06893808X
- Virtual International Authority File: 30336048
- WorldCat: E39PBJrRctDPwKWy6337wbTbVC